# Роза Люксембург
Роза Люксембург (на немски: Rosa Luxemburg; на полски: Róża Luksemburg, рождено име Rosalia Luxenburg – Розалия Люксенбург, псевдоними: Róża Kruszyńska, Maciej Rózga, Spartakus) е теоретик на марксизма, социален философ, икономист, публицист и революционер. Тя е полска еврейка, която по-късно става натурализиран германски гражданин. Тя е сред най-влиятелните дейци на германската и европейската революционна социалдемокрация и става член последователно на социалната демокрация на Кралство Полша и Литва, Социалдемократическата партия на Германия, Независимата социалдемократическа партия и на Комунистическата партия на Германия. През 1915 г., заедно с Карл Либкнехт, основават антивоенния съюз „Спартак“, който по-късно се превръща в Комунистическата партия на Германия. По време на Ноемврийската революция те създават „Червеното знаме“ – главния печатен орган на организацията, който просъществува до 1942 г.
Роза Люксембург разглежда въстанието на спартакистите като несъстоятелно, но го подкрепя, след като Либкнехт го обявява без нейно знание. Когато въстанието е потушено от социалдемократическото правителство и военните ветерани, обединени в десни паравоенни групировки, Люксембург, Либкнехт и някои от техните привърженици са заловени и убити. Роза е застреляна и тялото ѝ хвърлено в Ландверския канал в Берлин. След смъртта им Роза Люксембург и Карл Либкнехт стават мъченици за марксистите. Според Федералната служба за защита на конституцията, честването на Роза Люксембург и Карл Либкнехт продължава да играе важна роля сред германското ляво политическо пространство.

## Биография

### Произход и младежки години (1871 – 1889)
Родена е на 5 март 1871 г. в Замошч, източно от Люблин, Полско царство, Руска империя (днес в Полша). Тя е петото дете в буржоазно еврейско семейство. Баща ѝ е търговец на дървен материал. След заболяване на 5-годишна възраст тя остава с постоянно накуцване.
След като семейството се мести във Варшава, тя посещава гимназия от 1880 г., в която се проявява като блестяща ученичка. От 1886 г. нататък тя е член на полската лява пролетарска партия (основана през 1882 г., предхождаща руските партии с двадесет години). Включва се в политиката чрез организиране на обща стачка, което води до убийството на четири от нейните лидери и разпускане на партията, въпреки че останалите членове, включително Люксембург, продължават да се срещат тайно.
През 1887 г. Люксембург полага матура.

### В Швейцария (1889 – 1893)
През 1889 г., скривайки се от преследването на полицията за участието си в полското революционно нелегално движение „Пролетариат“, тя емигрира в Швейцария, където продължава образованието си в Цюрихския университет (подобно на социалистите Анатолий Луначарски и Лео Йогихес). Изучава философия, история, политикономия, юриспруденция и математика и води революционна пропаганда сред студентите, участва в работата на кръга от полски политически емигранти, положил началото на революционната социалдемокрация в Полша, води борба против Полската социалистическа партия.
В университета се запознава със социалиста Лео Йогихес, двамата се влюбват един в друг и остават така до края на живота си, но никога не стават истинска двойка.

### Основаване на Социалдемократическа партия (1893)
През 1893 г. Роза, заедно с Лео Йогихес, Юлиан Мархлевски (известен като Юли Карски), Варски и др., участва в основаването на Социалдемократическата партия на Кралство Полша и Литва (СДКПиЛ) и оглавява печатния ѝ орган – вестник „Справа роботнича“ („Каузата на работниците“), за да се противопоставят на националистическата политика на Полската социалистическа партия, вярвайки, че само чрез социалистическата революция в Германия, Австрия и Русия една независима Полша би могла да съществува. По същото време тя продължава ожесточената борба с Полската социалистическа партия, въпреки неодобрението на Плеханов и Енгелс. Тя поддържа, че борбата трябва да бъде против капитализма, а не само за една независима Полша. Нейната позиция на отричане на националното право на самоопределение при социализма провокира философското напрежение с Владимир Ленин.
Въпреки че живее в Германия по-голямата част от съзнателния си живот, тя е главният теоретик на полските социалдемократи.

### В Германия (1897 – 1919)

#### До Първата световна война
През 1897 г. Роза защитава кандидатската си дисертация „Промишленото развитие на Полша“, след което се премества в Германия. За да получи гражданство обаче, ѝ се налага да сключи фиктивен брак с немския поданик Густав Любек (след този брак Люксембург не се омъжва повече и няма деца). Скоро след това тя става видна фигура на крайното ляво крило на Германската социалдемократическа партия. Проявява се като талантлив журналист и оратор. Многократно и задълго седи в полски и германски затвори. Общува с Георгий Плеханов, Август Бебел, Ленин, Жан Жорес, водейки с тях полемики. Тя рязко поставя границата между нейната фракция и тази на теорията на ревизионизма на Едуард Бернщайн, като го атакува в брошура от 1899 г., озаглавена „Социална реформа или революция“. Тя твърди, че на критичната разлика между капитал и труд може да се противодейства само ако пролетариатът поеме властта и извърши революционни промени в методите на производство. Тя иска ревизионистите да напуснат партията, но това не се случва, все пак ръководството на Карл Кауцки запазва марксисткото влияние върху нейната програма.
По поръчение на партията Люксембург работи в средите на полските миньори в Силезия, като в същото време води теоретически и политически битки против опортюнизма сред германската и международната социалдемокрация около 1900 г. Първо Александър Парвус, а после и Люксембург вдигат тревога по повод ръста на опортюнизма сред германското и международното социалистическо движение. По-късно Роза оглавява политическата кампания против министериализма на Жорес и Александър Милеран, спечелвайки си по този повод неприязънта на партийните чиновници в Интернационала и партията в Германия. След началото на Руската революция от 1905 г., Люксембург тайно отива във Варшава и взима дейно участие в революционните действия на полския пролетариат. Царската охрана най-накрая я залавя и тя прекарва на три пъти дълги месеци в затвора под заплахата от разстрел или каторга. Германските ѝ другари успяват да я спасяват от затвора и през 1907 г. Роза заминава за Германия, като не се връща повече никога в Полша.
През 1906 г., намирайки се във Финландия, Роза написва брошурата „Масова стачка, партия и профсъюзи“, в която обобщава опита на руската революция и формулира в светлината на този опит задачите на германското работническо движение. Брошурата получава висока оценка от Ленин. На Щутгартския конгрес на Втория интернационал през 1907 г., Люксембург, съвместно с Ленин, внася поправки в резолюцията на Бебел по въпроса за отношението към империалистическата война и милитаризма.
В годините между Руската революция и Първата световна война, след подробен анализ, Люксембург започва да отделя особено внимание на растежа на империализма и милитаризма. В течение на няколко години тя води курсове по марксизъм и икономика в партийната школа на германската социалдемократическа партия. Монументалната ѝ работа „Натрупването на капитала“ (1913 г.) изследва множество икономически аспекти и проблеми.
Преди войната Люксембург окончателно къса не само с официалния център, но и с Карл Кауцки. Тя е разочарована от позицията, която партията заема – против обща стачка и в подкрепа на войната. Ревизионизмът, срещу който се бори от 1899 година, печели победа. В течение на редица години тя оглавява ляворадикалната опозиция в партията. През 1913 г., за реч против милитаризма и гражданско неподчинение, Роза Люксембург е осъдена на една година затвор.

#### По време на войната
От самото начало на войната тя започва своята революционна агитация против нея. През август 1914 г. Роза Люксембург, заедно с Карл Либкнехт, Клара Цеткин, и Франц Меринг, основава групата Die Internationale, която се превръща в съюз „Спартак“ или лига „Спартак“ през януари 1916 година. Те разпространяват нелегални антивоенни памфлети, подписани Спартак (по името на тракийския гладиатор Спартак, който вдига въстанието на робите срещу Римската империя).
Тя се опитва да вдигне обща стачка на пролетариата в Германия и като резултат през 1916 г. е арестувана и хвърлена в затвор за две и половина години. По време на лишаването си от свобода тя е преместена два пъти – първо в Познан, след това в Бреслау (днес Вроцлав). Даже и в затвора не прекратява агитационната си и пропагандиската работа, изпращайки конспиративно брошури, листовки и възвания против войната. Там, под псевдонима „Юниус“, тя пише брошурата си „Криза на социалдемокрацията“, в която на теория предвижда разпадането на Втория интернационал и създаването на Коминтерна.
Една от статиите ѝ е „Руската революция“, в която критикува болшевиките за установяването на еднопартийна диктатура в Русия, подавянето на демократическите свободи и опозиционните партии. Активно застава против министериализма и опортюнистическите компромиси с буржоазните партии. Въпреки това тя продължава да призовава за диктатура на пролетариата, макар и не на партията от болшевишки модел. В този контекст тя пише: „Свободата винаги е свободата на този, който мисли по различен начин“. Друга статия, написана през 1915 г. и публикувана през юни 1916 година, е „Кризата на социалната демокрация“.
През 1917 г. съюзът „Спартак“ се свързва с Независимата социалдемократическа партия, основана от Хуго Хаазе. През ноември 1918 г. поемат властта в новата република след абдикацията на кайзера. Това става след Германската революция, започнала в Кил, когато работническите и войнишките съвети изземат голямата част от Германия, за да се сложи край на Първата световна война и на монархията.

#### Ноемврийска революция и Въстанието на спартакистите
Роза Люксембург е освободена от затвора в Бреслау на 8 ноември 1918 г., само дни след започване на Ноемврийската революция. Един ден по-късно Карл Либкнехт, който също е освободен от затвора, обявява Freie Sozialistische Republik (Свободна социалистическа република) в Берлин. Двамата заедно реорганизират съюза „Спартак“ и основават вестник Rote Fahne („Червено знаме“), като в него настояват за амнистия за всички политически затворници и премахване на смъртното наказание. На 14 декември 1918 г. те публикуват новата програма на спартакистите.
От 29 до 31 декември 1918 г. двамата взимат активно участие в съвместен конгрес на „Спартак“, независимите социалисти и на Международните германски комунисти, което води до основаването на 1 януари 1919 г. на Комунистическата партия на Германия, под ръководството на Карл Либкнехт и Роза Люксембург. Партията излиза с доклада „Всеобщата стачка и немската социалдемокрация“ на учредителния конгрес на партията.
През януари 1919 г. след въстанието в Кил, за разлика от Либкнехт, Люксембург отхвърля насилието като средство и опит да се завземе властта. Тя се обявява против свалянето на правителството на Шайдеман, имайки предвид слабостите на комунистическата партия. Въпреки това тя е прунудена да подкрепи започналото през януари 1919 г. въстание на спартакистите. Въстанието е потушено от доброволните отряди под ръководството на министъра на отбраната Густав Носке.

#### Смърт
В отговор на въстанието, лидерът на социалдемократите лидер Фридрих Еберт нарежда да се унищожи революцията на левицата. Роза Люксембург и Карл Либкнехт са заловени в Берлин на 15 януари 1919 г. в хотел „Еден“. Командирът капитан Валдемар Пабст (1880 – 1970), заедно с лейтенант Хорст фон Хартунг (1889 – 1967), ги подлага на разпит и мъчения на място, след което заповядва да бъдат убити. Роза е свалена на земята от удари с приклад от войника Ото Рунге (1875 – 1945), а след това е простреляна в тила – или от лейтенант Курт Вогел (1889 – 1967) или от лейтенант Херман Сушон (1894 – 1982). Тялото ѝ е хвърлено в Ландверския канал в Берлин. Карл Либкнехт е застрелян и тялото му, без име, закарано в моргата. По думите на историка Исаак Дойчер, „убийството на Роза Люксембург става последният триумф на Кайзерова Германия и първият на Нацистка“.
След убийствата започва нова серия от жестоки безчинства в Берлин и цяла Германия, с хиляди членове на комунистическата партия, други революционери и цивилни убити. Накрая работническите и войнишките съвети и народната флотска дивизия се разпускат. Германската революция отива в своята крайна фаза, с броя на въоръжените безчинства и стачки в цяла Германия до май 1919 г., включително Берлин, Бремен, Саксония, Хамбург и региона Рур. Последна устоява Мюнхенската съветска република до 2 май 1919 г.
Повече от четири месеца след убийството, на 1 юни 1919 г. трупът на Люксембург е намерен и идентифицирани след аутопсия в берлинската болница.
Ото Рунге е осъден на две години лишаване от свобода и лейтенант Фогел на четири месеца. Все пак последният успява да избяга след кратък период от време в ареста, докато Пабст и Сушон остават ненаказани. Нацистите по-късно компенсират Рунге за това, че е бил в затвора (той умира в Берлин в съветски арест след края на Втората световна война). В интервю за германското списание „Der Spiegel“ през 1962 г. и отново в своите мемоари, Пабст твърди, че е действал с одобрението на своите лидери – министърът на отбраната Густав Носке и канцлера Фридрих Еберт. Това твърдение никога не е потвърдено, тъй като нито парламента, нито съдът разглежда случая.
Люксембург и Либкнехт са погребани в централните гробища на Берлин, където социалистите и комунистите ги честват всяка година на втората неделя на януари.

## Идентифициране на трупа
На 29 май 2009 г. „Шпигел онлайн“, интернет клон на новинарското списание „Der Spiegel“, съобщава за възможността нечии други останки погрешно са били идентифицирани като тези на Люксембург и погребани като нейни.
Съдебният патолог Майкъл Цокос, ръководител на Института по правна медицина и криминалистика в Берлин „Шарите“, преди няколко години открива запазен труп без глава, ходила и длани в мазето на медицинския исторически музей на „Шарите“. Той разглежда доклада от аутопсията на трупа и има известни подозрения, затова решава да извърши компютърна томография на останките. Тялото показва всички признаци да е било под вода за някакъв период от време, и компютърната томография показва, че това е тяло на жена на 40 – 50-годишна възраст, която страда от остеоартрит и има крака с различна дължина. По време на убийството Роза Люксембург е на 47 години и освен това страда от вродено изкълчване на тазобедрената става, в резултат на което краката ѝ са с различна дължина. Лабораторията в Кил също изследва трупа, използвайки въглеродно датиране и потвърждава, че тялото е от същия период, когато става убийството на Роза Люксембург.
Оригиналната аутопсия, извършена на 13 юни 1919 г. на тялото, което в крайна сметка е погребано в централните гробища на Берлин, показва някои несъответствия, които подкрепят хипотезата на Цакос. Аутопсията изрично отбелязва липсата на щети на тазобедрената става и няма доказателства, че тялото има различна дължина на краката. Освен това аутопсията не показва никакви следи върху горната част на черепа от двата удара с приклада на пушката. И най-накрая, в 1919 г. лекарите отбелязват дупка в главата на трупа между лявото око и ухо, те не намират изходна рана или присъствието на куршум в черепа.
Асистент патологът Пол Франкел изглежда има съмнения навремето, че трупът, който е изследвал, е този на Роза Люксембург и подписва допълнително споразумение, в което се дистанцира от заключенията на колегите си; това допълнително споразумение заедно с несъответствията между доклада по аутопсията и известните за нея факти, убеждават Цакос по-внимателно да проучи останките. Що се отнася до липсващите ръце и ходила, според очевидци, когато тялото на Роза е хвърлено в канала, тежести са били закачени с жици на глезените и китките, които може да са причинили прерязване на крайниците след месеци, прекарани във водата.
Цакос осъзнава, че оптималният начин да потвърдят или да отрекат самоличността на тялото е да се използват ДНК тестове. Екипът му първоначално се надява да открие следи от ДНК на стари пощенски марки, които Люксембург е облизвала, но става ясно, че Люксембург е предпочитала вместо това да ги овлажнява с влажна кърпа. Следователно избират да намерят оцелял роднина и през юли 2009 г. попадат на праплеменница на Роза Люксембург, на 79 години, която дарява няколко косъма от косата си за целите на ДНК тестовете.
През декември 2009 г. е съобщено, че берлинските власти са иззели трупа за извършване на аутопсия, преди да го заровят в гроба. Берлинската прокуратура също така обявява в края на декември 2009 г., че докато има индикации, че трупът може да е на Роза Люксембург, те не са достатъчни, за да предоставят убедителни доказателства. В допълнение ДНК, извлечена от косата на праплеменницата, не съвпада и не доказва роднинска връзка с трупа; Цокос по-рано заявява, че шансовете са само 40%. Останките са погребани на неизвестно място, а тестването продължава с тъканни проби.

## Наследство
Владимир Ленин високо цени революционните заслуги на Роза Люксембург. Той я нарича „орлица, велика комунистка, представител на неподправения, революционен марксизъм“, подчертавайки, че нейните дела „…ще бъдат полезен урок за възпитанието на много поколения комунисти по целия свят“. Сред литературното наследство на Люксембург важно място заемат:
- „Индустриалното развитие на Полша“ (1897)
- „Социална реформа или революция“ (1899)
- „Масова стачка, партия и профсъюзи“ (1906)
- „Натрупване на капитала“ (1913)
- „Криза на социалдемокрацията“ (1915)
- „Анти-критика“ (1916)
- „Руската революция. Критическа оценка на слабостите“ (1918 и посмъртно)
- „Въведение към политическата икономика“ (посмъртно)

Пери Андерсон счита, че може да се говори за чисто полска школа в марксистката политикономия, в която влизат Роза Люксембург, Наталия Мошковска, Михал Калецки и Хенрик Гросман. Впоследствие възгледите на Роза Люксембург са развити от последователите ѝ, и получават названието люксембургизъм. Осъдена от Сталин през 1930 г. за нейната критика на болшевишката революция, той я изключва от концепциите на марксизма в Източния блок, но впоследствие отново става основна фигура на социализма.
Хелене Дойч, ученичка на Зигмунд Фройд, която я среща през 1910 г. на конгреса в Копенхаген, е впечатлена от личността на Роза Люксембург и нейната харизма и излъчване. За нея тя става модел за подражание.

## В нейна памет
- Германски неправителствен фонд „Роза Люксембург“.
- Улици на нейно име има в градовете Москва, Санкт-Петербург, Екатеринбург и много други.
- Площади с името „Роза Люксембург“ има в Харков, Берлин, Луганск и др.
- Много села

За нея и Карл Либкнехт, българският поет Христо Смирненски пише стихотворения.

## Критика на руската революция
В статия, публикувана точно преди Октомврийската революция, Роза Люксембург характеризира Руската февруарска революция от 1917 г. като революция на пролетариата и заявява, че либералната буржоазия е изтласкана от движението вследствие на показа на пролетарска власт. Задачата на руския пролетариат, казва тя, сега е не само да сложи край на империалистическата световна война, но и да се бори срещу империалистическата буржоазия. Световната война е предпоставка Русия да узрее за социалистическата революция. Затова и пред германския пролетариат също се поставя този честен и съдбоносен въпрос.
В няколко произведения включително и едно есе, написано от затвора и публикувано посмъртно от последния ѝ спътник Паул Леви (чието публикуване ускорява експулсирането му от Третия интернационал), озаглавено „Руската революция“, Роза Люксембург остро разкритикува някои болшевишки политики, като например потискане на Учредителното събрание през януари 1918 г. Според Люксембург стратегическите грешки на болшевиките създават огромни опасности за революцията, като например бюрократизацията. Нейните остри критики на Октомврийската революция и на болшевиките достига дотам, че тя сравнява грешките им с „пълен провал на международния пролетариат“.
Болшевишки теоретици като Ленин и Троцки защитават Роза, като заявяват, че това са класически марксистки тези, които все още не могат да се осъществят през 1917 г. Те заявяват, че уроците от действителния опит, например конфронтацията с буржоазните партии, ги принуждава да преразгледат марксистката стратегия. Като част от този аргумент е посочено, че след като Люксембург излиза от затвора, тя също е принудена да влезе в конфронтация с Народното събрание в Германия – стъпка, която те сравняват със собствения си конфликт с Учредителното събрание.